# Begònia
Les begònies (Begoniaceae) són una família de plantes amb flor de l'ordre de les cucurbitals.

## Taxonomia
Aquesta família només té dos gèneres: Begonia, amb unes 1.500 espècies, i Hillebrandia, amb una sola espècie, endèmica de les illes Hawaii.
Antigament hi havia un altre gènere de begònies, anomenat Symbegonia, que arran d'estudis filogenètics moleculars recents s'ha incorporat a Begonia.